# Hop - a skok
Hop - a skok nebo Hop - a skok! (v anglickém originále „The Big Bounce“) je vědeckofantastická povídka amerického spisovatele Waltera Tevise, která vyšla poprvé v roce 1958 v časopise Galaxy.  Česky vyšla ve sbírce Těžká planeta (Mladá fronta, 1979 a Triton, 2005).
Námětem povídky je porušení zákona zachování energie - první termodynamické věty. Vynálezce objeví pružnou látku, která po pádu na zem místo zpomalení odskakuje do stále větší výšky.

## Postavy
- Oliver Trigger
- John - vypravěč, učitel

## Děj
Vynálezce Oliver Trigger demonstruje svému příteli Johnovi vlastnosti nové pryže, kterou objevil. Gumová kulička skáče stále do větší výšky a John ani Oliver neví, odkud bere energii. Kulička nabírá rychlost a Oliver ji mine, když se ji pokouší zachytit. Nakonec se utlumí o závěsy. Když ji tvůrce vezme do ruky, je ledová. Vypadá to, že dokáže měnit teplo v energii. Oba jsou si vědomi, že před sebou mají revoluční objev. John přemýšlí, jak sestrojit vhodnou nádobu, ve které by kulička skákala a poháněla hřídel, obdobu motoru. Vezme si volno ve škole a společně s Oliverem pracují v dílně na realizaci. Večer ještě nejsou hotovi a tak se John rozhodne přespat u svého přítele. Ráno jej vzbudí série detonací a když se beží podívat do dílny, kulička je pryč. Otřesy projíždějících automobilů ji rozkmitaly. Kulička se dostala ven a skáče vysokými skoky směrem k městu, kde může napáchat obrovské škody. Během následující stíhací akce kulička dvojici přátel zmizí z dohledu. Nakonec najdou cca šestimetrový kráter, na jehož dně leží spousta miniaturních zamrzlých jehliček. Kulička se při dopadu roztříštila. Oba přátelé si raději nechtějí ani představit, co by se stalo, kdyby se jehličky daly do pohybu a tak kráter velmi pečlivě zasypou a udusají.